# Danijel Gatarić
Danijel Gatarić (* 18. Mai 1986 in Banja Luka, SFR Jugoslawien) ist ein deutscher Fußballspieler, der seit 2017 beim Fünftligisten TV Jahn Hiesfeld unter Vertrag steht.

## Karriere
Danijel Gatarić kam an der Seite seines Zwillingsbruders Dalibor Gatarić an den letzten beiden Spieltagen der Saison 2004/05 bei Rot-Weiß Oberhausen in der 2. Bundesliga zum Einsatz. In der Folge spielten sie gemeinsam in der 2. Mannschaft des 1. FC Köln (2006–2008), beim FSV Oggersheim (2008/09) und Wormatia Worms (2009). In der Winterpause der Saison 2009/10 trennten sich schließlich die Wege, nachdem nur Dalibor nach einem Probetraining bei den Sportfreunden Lotte ein Angebot erhielt. Kurze Zeit später verließ auch Danijel die Wormatia und wechselte zum Regionalligisten KSV Hessen Kassel. Im Sommer 2010 schloss sich Danijel Gatarić der U-23-Reserve von Rot-Weiß Oberhausen an, die in der Niederrheinliga spielte. In der Saison 2011/12 gehörte er wieder dem Profikader des Drittligisten an, für den er 24 Spiele bestritt. Mit RWO stieg er am Saisonende aus der 3. Liga ab.
Zur Saison 2012/13 wechselte er zum Regionalligisten Sportfreunde Lotte und traf dort wieder auf seinen Bruder Dalibor. Mit den Sportfreunden wurden sie Meister der Regionalliga West, in den Aufstiegsspielen zur 3. Liga scheiterte die Mannschaft jedoch an RB Leipzig. Im Sommer 2014 ging er zum Wuppertaler SV in die Oberliga Niederrhein und stieg in der Saison 2015/16 in die Regionalliga West auf. Zur Saison 2016/17 wechselte er zusammen mit seinem Bruder zur Hammer SpVg in die Oberliga Westfalen. Ein Jahr später wechselte er mit seinem Bruder in die Oberliga Niederrhein zum TV Jahn Hiesfeld.

## Erfolge
- Aufstieg in die Regionalliga West 2016 mit dem Wuppertaler SV
- Meister der Regionalliga West 2013 mit Sportfreunde Lotte